# تصفيات كأس الأمم الإفريقية 2021 المجموعة و
المجموعة و من تصفيات كأس الأمم الأفريقية 2021 هي واحدة من بين الاثنتي عشرة مجموعة التي حسمت المنتخبات المتأهلة إلى نهائيات كأس الأمم الأفريقية 2021، تألفت المجموعة من أربعة منتخبات: الكاميرون ، الرأس الأخضر ، موزامبيق ، ورواندا .
لعبت مباريات المجموعة بنظام الذهاب والإياب، وكان من المقرر أن تلعب الجولات الست بين نوفمبر 2019 وسبتمبر 2020.
ولكن وبسبب جائحة COVID-19 ، أجلت جميع مباريات الجولتين 3 و 4 التي كان من المقرر لعبهما في مارس 2020 حتى إشعار آخر. وقد أوصى الفيفا الاتحاد الإفريقي لكرة القدم بتأجيل جميع مباريات الجولة الخامسة التي كان من المقرر لعبها في يونيو 2020، والسادسة التي كان من المفترض لعبها في سبتمبر 2020.
في 30 يونيو 2020 ، أعلن الاتحاد الإفريقي لكرة القدم (CAF) عن تأجيل بطولة كأس الأمم الأفريقية 2021 من يناير 2021 إلى يناير 2022 ، دون الإعلان عن المواعيد الجديدة للجولات المتبقية. وفي 19 أغسطس 2020 ، أعلن الاتحاد الإفريقي لكرة القدم عن المواعيد الجديدة للتصفيات المتبقية ، حيث لعبت الجولتان 3 و 4 بين يومي 9 و 17 نوفمبر 2020 ، والجولتان 5 و 6 بين 22 و 30 مارس 2021.
تأهلت الكاميرون بطلة المجموعة ووصيفتها الرأس الأخضر، لكأس الأمم الأفريقية 2021.

## الترتيب
| م | الفريق       | لعب | ف | ت | خ | أ.له | أ.ع | أ.ف | نقاط | التأهل            |     |     |     |     |     |
| - | ------------ | --- | - | - | - | ---- | --- | --- | ---- | ----------------- | --- | --- | --- | --- | --- |
| 1 | الكاميرون    | 6   | 3 | 2 | 1 | 8    | 4   | +4  | 11   | المسابقة النهائية |     | —   | 0–0 | 0–0 | 4–1 |
| 2 | الرأس الأخضر | 6   | 2 | 4 | 0 | 6    | 3   | +3  | 10   | المسابقة النهائية |     | 3–1 | —   | 0–0 | 2–2 |
| 3 | رواندا       | 6   | 1 | 3 | 2 | 1    | 3   | −2  | 6    |                   |     | 0–1 | 0–0 | —   | 1–0 |
| 4 | موزمبيق      | 6   | 1 | 1 | 4 | 5    | 10  | −5  | 4    |                   | 0–2 | 0–1 | 2–0 | —   |     |

## المباريات
| الكاميرون | ضد | الرأس الأخضر |
| --------- | -- | ------------ |
|           |    |              |

| موزمبيق | ضد | رواندا |
| ------- | -- | ------ |
|         |    |        |

| رواندا | ضد | الكاميرون |
| ------ | -- | --------- |
|        |    |           |

| الرأس الأخضر | ضد | موزمبيق |
| ------------ | -- | ------- |
|              |    |         |

| الكاميرون | ضد | موزمبيق |
| --------- | -- | ------- |
|           |    |         |

| الرأس الأخضر | ضد | رواندا |
| ------------ | -- | ------ |
|              |    |        |

| موزمبيق | ضد | الكاميرون |
| ------- | -- | --------- |
|         |    |           |

| رواندا | ضد | الرأس الأخضر |
| ------ | -- | ------------ |
|        |    |              |

| الرأس الأخضر | ضد | الكاميرون |
| ------------ | -- | --------- |
|              |    |           |

| رواندا | ضد | موزمبيق |
| ------ | -- | ------- |
|        |    |         |

| الكاميرون | ضد | رواندا |
| --------- | -- | ------ |
|           |    |        |

| موزمبيق | ضد | الرأس الأخضر |
| ------- | -- | ------------ |
|         |    |              |